# Самуель Бергер
Семуель Бергер (англ. Samuel Berger; 25 грудня 1884, Чикаго — 23 лютого 1925, Сан-Франциско) — американський боксер, чемпіон літніх Олімпійських ігор 1904 року.
На Іграх 1904 року в Сент-Луїсі змагався тільки у важкій вазі понад 71,7 кг. Вигравши півфінал у Вільяма Майклс і фінал у Чарльза Маєра, він став чемпіоном Ігор і отримав золоту медаль.
Після цього, він став професіоналом, правда тільки на два роки.
Бергер був євреєм за національністю.